# Björkvedbock
Björkvedbock (Saperda scalaris) är en skalbagge i familjen långhorningar. Den är 11 till 19 millimeter lång.
Larven lever i innerbarken på olika arter av lövträd, t.ex. i nydöda grenar och stammar av klibbal och gråal, på nydöd björk och sälg samt i nyligen döda delar av vildapelstammar. Den förekommer även på rönn och ek. Larvstadiet kan pågå under ett eller två år. Förpuppningen sker i mitten av maj efter att larven gnagt ut en puppkammare strax under vedytan eller, om barken är tjock, t.ex. ekbark, inne i barken. Kläckningen sker under perioden slutet av maj till början av juli. Skalbaggen är i huvudsak nattaktiv. Den gnager framförallt hål i lövträdens blad. Man kan höra den stridulera.